# Igor Rużnikow
Igor Iwanowicz Rużnikow (ros. Игорь Иванович Ружников, ur. 19 stycznia 1965 we wsi Wierchnaja Piesza) – radziecki bokser, mistrz świata z 1989, mistrz Europy z 1989.
Urodził się we wsi Wierchnaja Piesza w rejonie zapolarnym ZSRR. Gdy miał cztery lata, jego rodzina przeniosła się do Mołdawskiej SRR, a następnie do Temyrtau w Kazachskiej SRR. Tam rozpoczął naukę boksu.
Startował w wadze lekkopółśredniej (do 63,5 kg). Zwyciężył w niej w pierwszych igrzyskach dobrej woli, rozegranych w 1986 w Moskwie. W półfinale pokonał wówczas Roya Jonesa Jra. Nie wystąpił na igrzyskach olimpijskich w 1988 w Seulu, gdyż przegrał rywalizację o miejsce w reprezentacji ZSRR z Wiaczesławem Janowskim, który na tych igrzyskach zdobył złoty medal.
Zdobył złoty medal na mistrzostwach Europy w 1989 w Atenach po wygranej w finale 3:2 z Dariuszem Czernijem. W tym samym roku zwyciężył na mistrzostwach świata w 1989 w Moskwie, gdzie pokonał m.in. Candelario Duvergela z Kuby i w finale Andreasa Otto z NRD.
Igor Rużnikow był mistrzem ZSRR w wadze lekkopółśredniej w 1989, wicemistrzem w 1987 oraz brązowym medalistą w 1985, 1986 i 1988. Zwyciężył również w Spartakiadzie Narodów ZSRR w 1986.
W 1990 przeszedł na zawodowstwo. Stoczył tylko pięć walk z mało znanymi przeciwnikami, z których cztery wygrał, a jedną przegrał. 
W 1989 otrzymał tytuł Zasłużonego Mistrza Sportu ZSRR. Pracuje jako trener bokserski dzieci w Petersburgu.